# Dawnom zwiedził cudze strony
Dawnom zwiedził cudze strony – incipit polskiego wierszowanego listu miłosnego. Anonimowy autor zapisał go w 2. połowie XV wieku na kartach łacińskiego kodeksu Liber formularum et epistolarum.
Wiersz składa się z czterech strof, zawierających po pięć wersów każda. Rymy, na ogół dokładne, zbudowane są w każdej zwrotce w oparciu o układ aabbb. Wersy są regularnymi 8-zgłoskowcami, z nielicznymi odstępstwami (20% tekstu). Autor ograniczył środki poetyckie do epitetów, występują wyliczenia i często powtarzający się rzeczownik "żałość". Badacze przypuszczają, że zachowany tekst stanowi fragment większej całości. Prawdopodobnie był przeznaczony do śpiewania przy akompaniamencie instrumentu.
Dawnom zwiedził... stanowi liryczne wyznanie miłosne młodzieńca do swojej ukochanej. Informuje, że po długich poszukiwaniach idealnej kobiety w końcu znalazł tę jedyną, dzięki czemu zaznał szczęścia. Wyraża swój żal z powodu ludzi, którzy próbują go poróżnić z wybranką przez oszczerstwa.
Budowa formalna wiersza nie spełnia wszystkich wymagań średniowiecznego listu literackiego o tematyce miłosnej. Za doskonałe pierwowzory tego typu tekstów uważano Epistolae Horacego oraz Epistulae ex Ponto (Listy znad Morza Czarnego) i Heroidy Owidiusza. Dlatego też badacze uważają, że jest to wiersz miłosny stylizowany na list. Za doskonalszy pod tym względem uważa się inny XV-wieczny list miłosny pisany w języku polskim – W jedności, stałości serca mego, pisany zgodnie ze średniowiecznymi regułami zawartymi w podręcznikach epistolografii (tzw. artes dictaminis).
Pod koniec XIX wieku kodeks Liber formularum et epistolarum należał do ks. Stanisława Chodyńskiego, obecnie przechowywany jest w Bibliotece PAN w Krakowie (sygnatura 7534). Zawiera odpisy wzorców dokumentów i listów w języku łacińskim (tzw. liber formularum). Wiersz Dawnom zwiedził... zapisano na wewnętrznej stronie okładki (początkowy fragment znalazł się także na 14 karcie). Jako pierwszy opublikował go Władysław Nehring (Beiträge zum Studium altpolnischer Sprachdenkmäler) w 1893 r. Transkrypcję ogłosił Jan Łoś w 1915 (Przegląd językowych zabytków staropolskich do r. 1543). Kodeks zachował się w bardzo złym stanie (głównie z powodu wilgoci), dlatego też prawidłowe odczytanie miłosnego wiersza przysporzyło badaczom trudności. Dzięki naświetlaniu kart ultrafioletem Wiesław Wydra i Wojciech Rzepka odtworzyli jego pełne brzmienie, a efekt pracy (wraz z fotografiami) opublikowali w 1981 roku. W tym samym kodeksie znajduje się również inny list miłosny w języku polskim – Pokłonienie, moj nade wszytki namilejszy.